# Бижота, Доминик
Домини́к Бижота́ (фр. Dominique Bijotat; 3 января 1961, Шассиньоль, Франция) — французский футболист, полузащитник, Олимпийский чемпион—1984.

## Карьера

### Клубная
Доминик Бижота начинал заниматься футболом в клубе «Монживре». В 1976 году он оказался в системе подготовки «Монако». Полузащитник выступал за монегасков в Дивизионе 1 с 1979 года в течение восьми лет и стал чемпионом Франции в сезоне 1981/82. Помимо этого футболист дважды становился обладателем кубка страны.
В сезоне 1987/88 Бижота выступал за «Бордо» и стал вице-чемпионом Франции, после чего вернулся в «Монако». По окончании сезона 1990/91 полузащитник, ещё раз став вице-чемпионом страны, перешёл в клуб Дивизиона 2 «Шатору». В этой команде Бижота и завершил карьеру 2 сезона спустя.

### В сборной
Доминик Бижота дебютировал в сборной Франции 31 августа 1982 года в товарищеском матче с Польшей.
Бижота в составе олимпийской сборной Франции принимал участие в Олимпиаде—84. Полузащитник провёл в рамках турнира 6 матчей, забил 1 гол и стал олимпийским чемпионом.
После Олимпийских игр Бижота сыграл ещё 7 матчей за национальную сборную, в том числе 2 — в отборочном турнире к чемпионату Европы—88. В последний раз полузащитник играл за «трёхцветных» 27 апреля 1988 года в товарищеском матче со сборной Северной Ирландии
. Всего футболист провёл за национальную команду 8 матчей.

### Тренерская
По окончании карьеры карьеры игрока Бижота работал директором центра подготовки «Монако»
.
С 1999 по 2002 год тренировал дубль «Ланса».
В июле 2002 года Доминик Бижота был назначен главным тренером «Аяччо» и оставался в должности до декабря того же года. За это время команда под его руководством провела 20 матчей, одержала 4 победы, 6 раз сыграла вничью и потерпела 10 поражений. По окончании чемпионата 2002/03 Бижота вновь возглавил команду и по итогам сезона «Аяччо» занял 15-е место. Начало следующего чемпионата получилось для корсиканцев неудачным: в 6 турах команда набрала лишь 2 очка и сменила главного тренера.
Летом 2005 года Доминик Бижота готовил к сезону клуб «Клермон», однако в июле покинул команду, возглавив «Сошо». С «Сошо» Бижота в сезоне 2005/06 занял 15-е место в Лиге 1.
С декабря 2008 по май 2012 года Бижота работал с командами Лиги 2. «Шатору» под его руководством занимал места в нижней части турнирной таблицы, а «Мец» по итогам сезона 2011/12 и вовсе впервые в своей истории вылетел в Насьональ.

## Статистика
| Матчи Бижота за сборную Франции | Матчи Бижота за сборную Франции | Матчи Бижота за сборную Франции | Матчи Бижота за сборную Франции | Матчи Бижота за сборную Франции | Матчи Бижота за сборную Франции | Матчи Бижота за сборную Франции |
| ------------------------------- | ------------------------------- | ------------------------------- | ------------------------------- | ------------------------------- | ------------------------------- | ------------------------------- |
| №                               | Дата                            | Оппонент                        | Счёт                            | Голы Бижота                     | Соревнование                    |                                 |
| 1                               | 31 августа 1982                 | Польша                          | 0:4                             | 0                               | Товарищеский матч               |                                 |
| 2                               | 19 августа 1986                 | Швейцария                       | 0:2                             | 0                               | Товарищеский матч               |                                 |
| 3                               | 14 октября 1987                 | Норвегия                        | 1:1                             | 0                               | Отборочный матч ЧЕ—1988         |                                 |
| 4                               | 18 ноября 1987                  | ГДР                             | 0:1                             | 0                               | Отборочный матч ЧЕ—1988         |                                 |
| 5                               | 2 февраля 1988                  | Швейцария                       | 2:1                             | 0                               | Товарищеский матч               |                                 |
| 6                               | 5 февраля 1988                  | Марокко                         | 2:1                             | 0                               | Товарищеский матч               |                                 |
| 7                               | 23 марта 1988                   | Испания                         | 2:1                             | 0                               | Товарищеский матч               |                                 |
| 8                               | 27 апреля 1988                  | Северная Ирландия               | 0:0                             | 0                               | Товарищеский матч               |                                 |

Итого: 8 матчей; 3 победы, 2 ничьи, 3 поражения.

## Достижения
Франция (олимп.)
- Олимпийский чемпион (1): 1984

 Монако
- Чемпион Франции (1): 1981/82
- Вице-чемпион Франции (2): 1983/84, 1990/91
- Обладатель кубка Франции (2): 1979/80, 1984/85
- Финалист кубка Франции (1): 1983/84

 Бордо
- Вице-чемпион Франции (1): 1987/88